# 상세불명의 전반적 발달장애

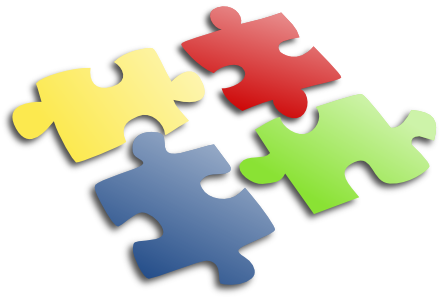

상세불명의 전반적 발달 장애(詳細不明의 全般的發達障碍, Pervasive developmental disorder not otherwise specified, PDD-NOS) 또는 특정불능의 전반적 발달 장애(特定不能의 全般的發達障碍)는 DSM-5에서 전반적 발달 장애와 자폐 스펙트럼에 속해 있는 분류로, 자폐증의 일부 특징이 나타나지만 정도가 약하거나 일부만이 나타나 자폐증의 진단기준에 맞지 않는 경우를 가리킨다.
미국에서는 흔히 '정도가 약한 자폐증'을 분류할 때 사용되어 전반적 발달 장애들 중 가장 흔하게 진단되나, PDD-NOS로 진단되는 사람의 상당수가 일부 증상을 유독 강하게 드러낸다는 점에서 이는 반드시 올바른 설명이라고 할 수 없다. 비전형적 발달장애(atypical autism)로도 불려 아스퍼거 증후군 등 자폐 스펙트럼 장애와 혼용되는 용어로 쓰이기도 한다.

## 같이 보기
- 자폐 스펙트럼 장애